# 萬龍

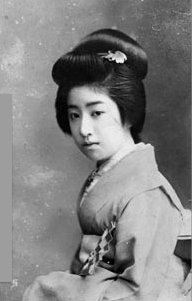

萬龍（まんりゅう、1894年7月 - 1973年12月）は明治末に「日本一の美人」と謳われ、人気を博した芸妓である（文献によっては万竜、万龍、萬竜と表記されている）。2歳下の照葉とともに東京の二名妓とも呼ばれることもある。

## 概略

### 生い立ち
本名は田向静。東京日本橋で運送屋の下請けをしていた田向初太郎と濱の間に生まれる。父親が肺病となり一家は困窮し、7歳のとき東京赤坂花街の芸妓置屋「春本」の蛭間そめの養女になる（父親はまもなく死去）。赤坂の小学校に入学したが、いでたちが華やかすぎて他の子供に見せられないとして、学校側から通学を拒まれたともいう。お酌（半玉）時代から注目され、芸妓になったあとも、おっとりしすぎだと咎める者もあったが、人気を集めていた。贔屓客だった長島隆二（内閣総理大臣秘書官、大蔵省官僚）に言わせると、小柄で、よく見ると抜きんでるほどの美人でもなく、芸も接客も大したことがないのに、そういったことを超越する不思議な魅力と雅味を持ち合わせていたという。

### 美人芸妓として
当時の一流芸妓は多くの男性の憧れの対象であり現在のタレント、アイドルに相当する存在であった。谷崎潤一郎は『青春物語』（1933年）の中で萬龍を回想し、当時の一流芸妓の人気、社会的地位は「今の第一流のキネマ・スタア」もはるかに及ばないだろうと記している。
萬龍は「文芸倶楽部」誌が主催した芸妓の人気投票「日本百美人」で9万票を得て第1位となって注目を集め、絵葉書美人として人気を博した。新聞に「萬龍物語」が連載され、三越のポスターなどにも登場し、「酒は正宗、芸者は萬龍」と流行歌にも歌われるほど評判を呼んだ。もっとも絵葉書屋によると、萬龍は少々鼻が大きすぎるのが唯一の欠点だったという。

### 2度の結婚

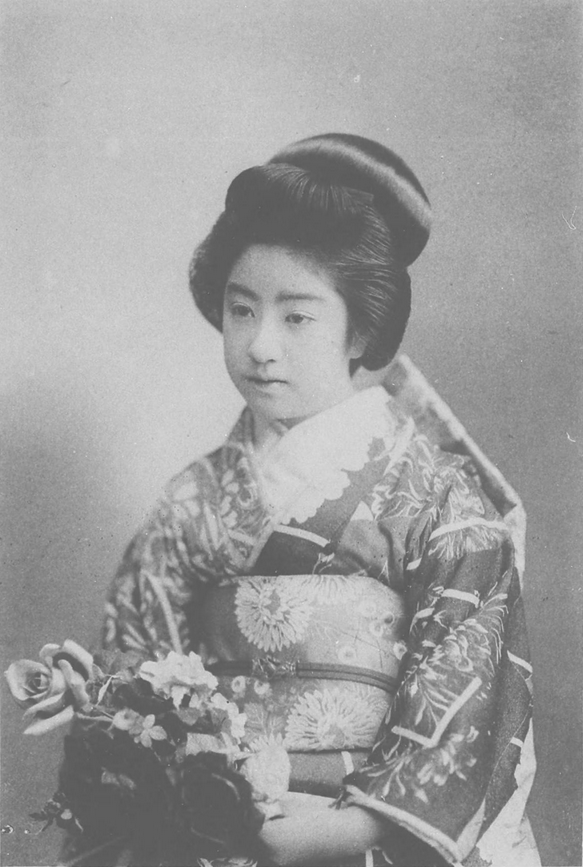

1910年、箱根で大洪水に遭い、貧血を起こし逃げ遅れかけたところを東京帝国大学の学生・恒川陽一郎に助けられるという事件があった。翌年、再会した2人はやがて恋におちた。恒川は谷崎潤一郎の府立一中、一高以来の同級生であり、同人誌「新思潮」に参加する文学志望の青年であった（横浜船渠第一号船渠などのドック建設で知られる恒川柳作は父）。
恒川は姉婿の代議士・風間礼助を頼り、春本へ支払う見受け金の金策に奔走するなか、萬龍がインクを飲んで自殺未遂を起こす一幕もあった。1913年、恒川と萬龍は結婚。大学生と芸妓のロマンスは新聞紙上で大きく取り上げられた。1914年7月、恒川は東京帝大法科大学政治学科を卒業、同年、自伝的小説『旧道』を刊行し評判になった。ところが結婚4年目の1916年、恒川が病死し、若くして未亡人になってしまった。再び萬龍として芸妓に戻るのかどうかが世間の関心を集めた。
翌年（1917年）、恒川の友人である建築家・岡田信一郎と結ばれることになった（岡田静となる）。再婚後は病弱な夫の看護や設計事務所の手伝いに専念した。

### その後
岡田は1932年に逝去し、再び未亡人となった。後半生はひっそりと過ごし、遠州流の茶道教授として多くの弟子に慕われる存在であった。